# 柏板乡
柏板乡，是中华人民共和国山西省太原市尖草坪区下辖的一个乡镇级行政单位。

## 行政区划
柏板乡下辖以下地区：
东关口村、西关口村、镇城村、柏板村、上薛村、宇文村和岗北村。